# Balti (peuple)
Pour les articles homonymes, voir Balti.
Ne doit pas être confondu avec Baltes.

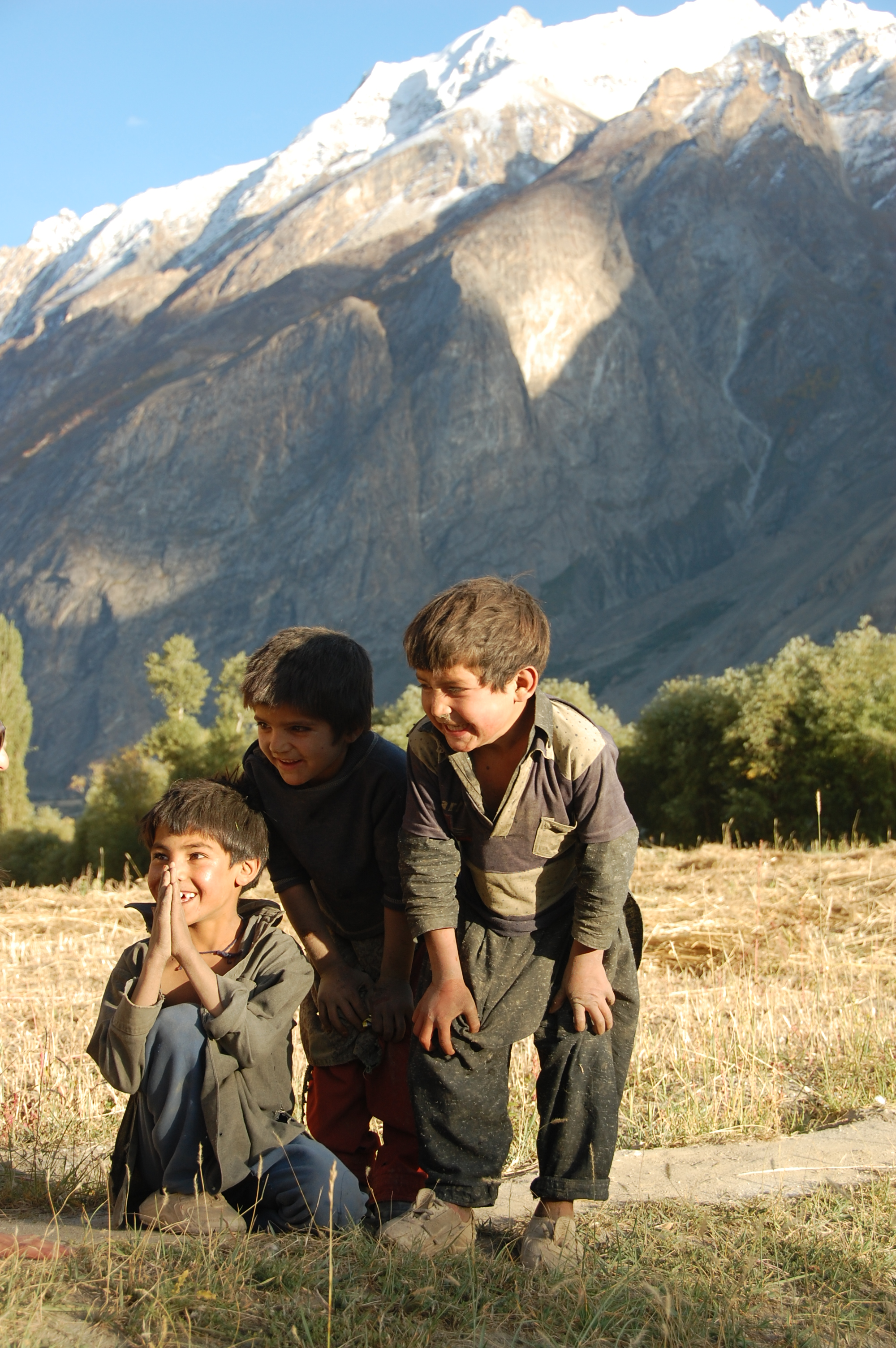
Enfants Baltis

Le peuple Balti est un groupe ethnique tibétain qui vit dans le Gilgit-Baltistan, région du Pakistan et de Kargil une région de l'Inde. Des groupes de population sont trouvés dans la région de Leh; d'autres sont dispersés au Pakistan, il y a également des Baltis dans les grands centres urbains de Lahore, Karachi et Islamabad/Rawalpindi.

## Langue
La langue balti appartient à la famille des langues tibétaines. Read (1934) la considère comme un dialecte du ladakhi, tandis que Tournadre (2005) la considère comme une sœur du ladakhi.

## Religion
Les Baltis ont historiquement pratiqué le bön et le bouddhisme tibétain. L'islam est arrivé au Baltistan via des missionnaires soufi au XVIe siècle et XVIIe siècle, et est rapidement devenu dominant. Ils conservent encore de nombreux traits pré-islamique de la religion bön et des rituels du bouddhisme tibétain, ce qui les rend uniques au Pakistan. Le signe svastika (Yung drung) est considéré comme de bon augure et il est sculpté sur des planches en bois qui peuvent être vues dans des mosquées et des Khanqahs.
Au cours du XIXe siècle, de nombreux Baltis se convertissent à l'islam chiite et sunnite.
Aujourd'hui, les Baltis sont à 60 % Chiites, 30 % Soufi et 10% Sunnites.
Il existe de petites poches de pratiquants bön et du bouddhisme tibétain dans la vallée de Kharmang et à l'Ouest de Kargil il y a environ 3 000 personnes.